# Kratos XQ-58 Valkyrie
Kratos XQ-58 Valkyrie je bezpilotní bojový letoun vyvíjený pro potřeby Letectva Spojených států amerických (USAF), původně pod označením XQ-222.
První let o délce 76 minut prototyp úspěšně absolvoval 5. března 2019 ve výcvikovém a zkušebním prostoru Yuma Proving Ground ve státě Arizona.

## Vznik a vývoj
Projekt XQ-58 Valkyrie vznikal v rámci skupiny projektů Low Cost Attritable Aircraft Technology (LCAAT) Air Force Research Laboratory, jejímž cílem je vyvinout lepší nástroje navrhování a výroby bezpilotních letadel a zajistit vyzrání výrobních metod a současně vyvíjet konkurenční tlak vůči komerčním výrobcům ve snaze snížit jejich výrobní náklady i výrobní lhůty. Cílem je vyvinout stroje, které jsou popisovány jako „spotřebovatelné“, což neznamená, že by se předpokládalo jen jednorázové použití, ale spíše to, že pořizovací náklady na takticky efektivní bezpilotní bojový letoun by měly být udrženy v takové hladině, aby případná ztráta stroje byla finančně akceptovatelná.
Plánovanou rolí XQ-58 a dalších strojů vyvíjených v projektu LCAAT je například doprovázet pilotované stíhací stroje F-22 a F-35 během bojových operací a poskytnout jim podporu nesenými zbraňovými či průzkumnými prostředky. Mají být také schopny operovat v samostatných formacích bezpilotních prostředků, ať již dálkově řízených anebo operujících autonomně.
Konstrukce zahrnuje prvky tvarování podle principů stealth, se zploštělým trupem lichoběžníkového půdorysu, motýlkovými ocasními plochami a vstupním ústrojím ve tvaru „S“ na hřbetě trupu.
První let se uskutečnil přibližně dva a půl roku po udělení zakázky. Naplánováno je dalších pět zkušebních letů prováděných ve dvou fázích, které budou mít za cíl zjištění funkčnosti systému, ověření aerodynamických vlastností letounu a testovaní jeho vzletových a přistávacích systémů.

## Specifikace
Údaje podle

### Technické údaje
- Osádka: 0
- Délka: 8,8 m (28 stop a 10 palců)
- Rozpětí: 6,7 m (22 stop)
- Výška:
- Pohonná jednotka: 1 × proudový nebo dvouproudový motor (typ neznámý)

### Výkony
- Maximální rychlost: M = 0,85 (1 050 km/h, 567 uzlů, 652 mph)
- Dolet: 3 425 km (1 849 nm, 2 128 mil)
- Praktický dostup: 13 715 m (44 997 stop)
- Stoupavost:

### Výzbroj
- 2 × podkřídelní zbraňový závěsník a interní zbraňová šachta s kapacitou až 250 kg (550 lb) výzbroje
  - možnost nesení pum kategorie JDAM nebo Small Diameter Bomb

## Uživatelé
Spojené státy americké
- Námořnictvo Spojených států amerických – 2 letouny zakoupeny pro potřeby programu Penetreting Affordable Collaborative Killer (PACK), letouny mají být dodány v roce 2023. Kontrakt má hodnotu 15,5 milionů USD.[7][8]